# 常貴人
常貴人，亦作長貴人（1681年—1754年），姓氏及出身暫不詳，清朝康熙帝之貴人。

## 生平
康熙二十年（1681年）五月初五日出生。目前並不清楚她是在何時以何方式被康熙帝收為後宮主位。康熙四十六年，位分等級在嬪位以下且不明身份的後宮主位有蘇貴人、仙貴人、牛常在、查常在、堯常在及大答應十人，並未有以「常」或「長」字作為稱號的貴人和常在。
由於雍正年間的康熙帝遺孀中有兩位常常在，因此無法確認檔案所記的常常在實為何人，例如雍正三年三月，宮內僅有一位常在被稱為「常常在」，而另一份檔案中常常在、長常在之名同時出現。乾隆元年正月，已被尊封為常貴人。乾隆十五年五月初五日，寧壽宮常貴人七十歲生辰。乾隆十六年，常貴人之名已不見於乾隆十六年的后妃宮分檔案中。目前可以確定常貴人在乾隆十六年三月已去世，具體去世時間有待進一步考證。乾隆十九年 (1754年) 二月，「長貴人」已暫安於曹八里屯，同年四月二十一日午時入券。

## 備註
1. ↑  《陵寢易知》及《昌瑞山萬年統志》中均被記作「常貴人」，部分檔案則記作「長貴人」，蓋因聖祖嬪位以下後宮的漢文稱號大多是由滿文發音轉寫而來，故同一個人物的漢文稱號會有不止一種寫法。